# Kazimierz Gierdziejewski
Kazimierz Gierdziejewski (ur. 10 kwietnia 1888 w Kutaisi, zm. 29 lipca 1957 w Krakowie) – polski inżynier, profesor odlewnictwa.

## Życiorys
Syn Jana i Marii z Kościukiewiczów. Urodził się w Kutaisi, w obecnej Gruzji. W 1910 ukończył z odznaczeniem Politechnikę w Petersburgu. Pracował w odlewni w fabryce parowozów R. Hartmana w Ługańsku. Po odzyskaniu niepodległości przez Polskę, w 1920 powrócił do kraju. Od 1921 kierował odlewnią „Poladżel”. Zaprojektował następnie odlewnię Zakładów Mechanicznych Ursus i kierował jej budową, ukończoną w 1926. Następnie pełnił funkcję dyrektora fabryki metalurgicznej Państwowch Zakładów Inżynierii w Skoroszach.
Od 1927 wykładał odlewnictwo na Wydziale Mechanicznym Politechniki Warszawskiej, organizując w kierowanym przez siebie Zakładzie Odlewnictwa pierwszą polską placówkę badawczą odlewnictwa. Zajmował się też tworzeniem szkół zawodowych odlewnictwa oraz rozwojem i racjonalizacją organizacji przemysłu odlewniczego oraz zagadnieniami normalizacji. Był także członkiem Rady dla Spraw Metalurgii i Metaloznawstwa przy Ministerstwie Spraw Wojskowych. W 1938 r. został wiceprezesem Polskiego Związku Badania Materiałów. Prowadził też działalność naukową na forum zagranicznym - w 1935 został wybrany na prezesa Międzynarodowego Komitetu Technicznych Stowarzyszeń Odlewniczych CIATF, wchodził też w skład Międzynarodowej Komisji Metod Badania Żeliwa.
Podczas II wojny światowej zorganizował Państwową Szkołę Metaloznawczo-Odlewniczą w Warszawie, wykładał też na tajnych kompletach. Po wojnie w 1946 został dyrektorem Instytutu Odlewnictwa w Krakowie, usunięty z tej funkcji w 1952 przez ówczesnego ministra przemysłu. Po 1956 powrócił do Instytutu Odlewnictwa, początkowo jako doradca. Był jednym z założycieli (w 1936) i działaczem Stowarzyszenia Technicznego Odlewników Polskich „STOP”, na krótko przed śmiercią, został wybrany jego prezesem.
Zmarł w Krakowie. Został pochowany na cmentarzu Rakowickim (kwatera Ł-płn-po prawej Sobierajów).

## Publikacje
Był autorem ponad 100 prac i publikacji, w tym 24 książek, m.in. Zarys dziejów odlewnictwa polskiego (1954).

## Ordery i odznaczenia
- Krzyż Oficerski Orderu Odrodzenia Polski
- Złoty Krzyż Zasługi (dwukrotnie: 10 listopada 1933[3], 26 października 1938[5])
- Złota Odznaka Honorowa NOT

## Upamiętnienie
Jest patronem ulicy w Warszawie w dzielnicy Ursus.